# Dainas

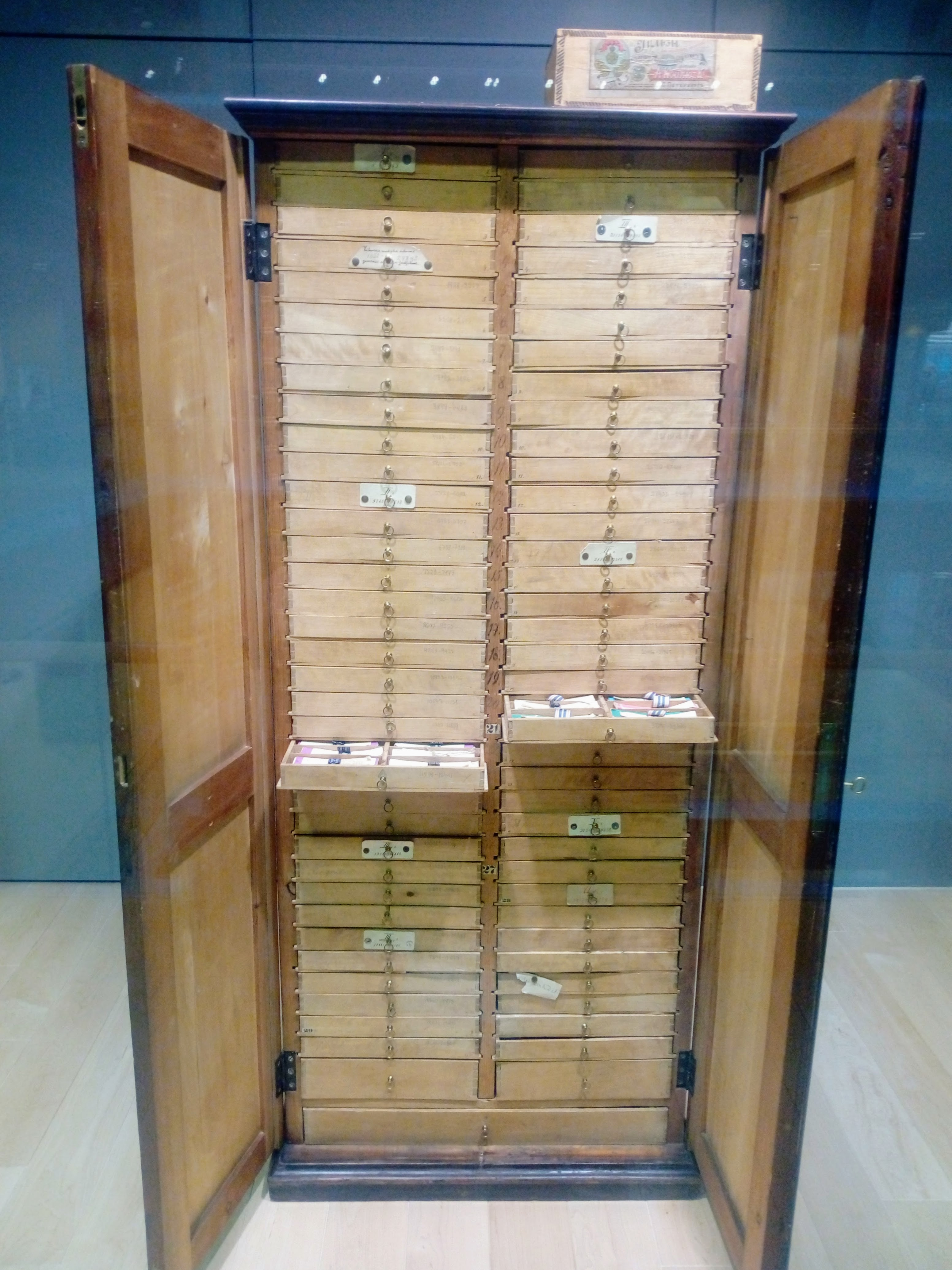
Der Daina-Schrank mit fast 218.000 lettischen dainas, Lettische Nationalbibliothek

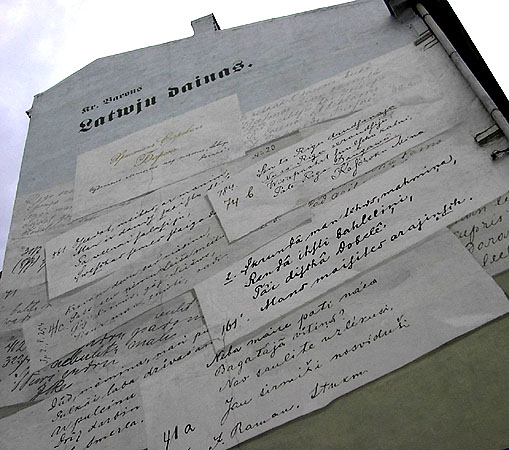
Dainas (Aufzeichnungen von Barons) an einer Hauswand in Riga

Dainas (sing. daina) sind traditionelle lettische Volkslieder oder Gedichte. Der Begriff wurde 1893 auf Anregung von Henrijs Visendorfs aus dem Litauischen entlehnt.
Dainas sind sehr kurz, selten länger als vier Zeilen, höchstens sechs Zeilen lang. Sie sind jedoch für die lettische Kultur und das ethnische Bewusstsein der Letten wichtig und unverzichtbar, ebenfalls für die Erforschung der lettischen Mythologie und darüber hinaus der baltischen Mythologie sowie der lettischen Sprachgeschichte. Die litauischen dainos (sing. ebenfalls daina) sind zumeist wesentlich länger und detaillierter, dabei aber mit einem schwerer erschließbaren mythischen Gehalt (siehe hierzu Litauische Mythologie).

## Ursprung und Geschichte
In Jahrhunderten der Fremdherrschaft stellten Dainas eine wichtige Möglichkeit des lettischen Volkes zur Überlieferung eigener Mythen und der Verwirklichung einer nationalen Kultur dar. Während andere Völker Europas ihre Identität in Wissenschaft, Philosophie oder Literatur finden konnten, blieb den Letten, die ein Volk auf dem Lande waren – die Städte waren deutsch- bzw. russischsprachig – nur das archaische Mittel der mündlichen Überlieferung.
Während jedoch in anderen europäischen Kulturen die folkloristischen Elemente mit der Entwicklung des geschriebenen Wortes, vor allem des Buchdrucks, zu großen Teilen verloren gingen, blieben die Dainas bis zum Beginn des 20. Jahrhunderts für die Letten ein lebendiges und sich weiter entwickelndes Ausdrucksmittel. Auch heute noch ist das Zitieren und Singen dieser Gedichte in Lettland üblich und weit verbreitet.
Mit dem Beginn des Nationalen Erwachens der Letten (siehe Jungletten) begann die Sammlung und Aufarbeitung der bis dann ausschließlich mündlich überlieferten Dainas. Sie bildeten auch die Grundlage der beeindruckenden Tradition der Sängerfeste im Baltikum, die inzwischen zum UNESCO-Weltkulturerbe gehören.
Johann Gottfried Herder sammelte während seines Riga-Aufenthalts von 1764 bis 1769 einige Dainas und veröffentlichte sie 1778/79 in seinem zweibändigen Werk Volkslieder (1807 erschienen unter dem Titel Stimmen der Völker in Liedern). Sein Verdienst ist die Erhebung des Volkslieds zum Kulturgut. Die Grundlage für die Ende des 19. Jahrhunderts einsetzende, von der Moskauer Gesellschaft der Freunde von Naturwissenschaft, Anthropologie und Volkskunde initiierte systematische Erforschung und Sammlung der lettischen Volkslieder bildeten die Sammlungen deutscher Pastoren in Livland (Bergmann, Ulmann, Wahr, Büttner).
Zwischen 1894 und 1915 veröffentlichte der Astronom Krišjānis Barons, der „Vater der Dainas“, die größte und bis heute wichtigste Sammlung von den lettischen Dainas – 217.996 Lieder in sechs Bänden. Der von ihm entworfene Daina-Schrank (Dainu skapis) ist heute ein „nationales Heiligtum“ der Letten.
Heute sind Schätzungen zufolge rund 1,2 Millionen Dainas schriftlich fixiert.

## Bedeutung
Dainas werden von Ethnologen, Sprachwissenschaftlern, Matriarchatsforschern, Archäologen u. ä. Wissenschaftlern zunehmend als ein wertvolles Fenster in die frühe indogermanische Sprach- und Kulturgeschichte entdeckt, da die Dainas nur geringfügig und erst sehr spät von der Christianisierung beeinflusst wurden. 
Zu den Kennern der lettischen Dainas zählt auch die Ethnologin und ehemalige lettische Präsidentin Vaira Vīķe-Freiberga. Sie arbeitete auf diesem Gebiet gemeinsam mit ihrem Ehemann Imants Freibergs:
„Es muss bemerkt werden, dass für den Letten die Dainas mehr bedeuten, als nur eine literarische Tradition. Sie sind für ihn die Verkörperung des von Vorvätern überlieferten kulturellen Erbes, denen die Geschichte greifbarere Ausdrucksformen verweigerte. Diese Lieder bilden die Grundlage der lettischen Identität und Singen wird zu einer identifizierbaren Eigenschaft eines Letten.“ (Vaira Vīķe-Freiberga, Journal of Baltic Studies, 1975)

## Zwei Dainas im Original und übersetzt
Visu gadu dziesmas krāju,
Jāņu dienu gaidīdama.
Nu atnāca Jāņu diena,
Nu dziesmiņas jāizdzieda.
Übersetzung:
Das ganze Jahr sammelte ich Lieder,
Auf den Jāņi-Tag wartend,
Nun ist der Jāņi-Tag gekommen,
Nun werden die Lieder gesungen.
Kas to teica, tas meloja,
Ka saulīte nakti guļ;
Vai saulīte tur uzlēca,
Kur vakaru norietēj'?
Übersetzung:
Wer das sagt, der lügt,
Dass die Sonne nachts schläft;
Geht die Sonne dort auf,
Wo sie abends untergeht?

## Ausgewählte Dainas in deutscher Übersetzung
- August Bielenstein: Die Holzbauten und Holzgeräte der Letten. Ein Beitrag zur Ethnographie, Culturgeschichte und Archaeologie der Völker Russlands im Westgebiet (2 Bände). St. Petersburg 1907–1918; Nachdruck: v. Hirschheydt, Hannover-Döhren 1969 (mit vielen Dainas in lettischer und deutscher Sprache).
- Annemarie Bostroem, Welta Ehlert: Hab fünf Truhen voller Lieder. Lettische Dainas. Rütten und Loening, Berlin 1985, ISBN 3-352-00058-1.
- Manfred Bissinger: Lieder Lettlands. 178 Lettische Dainas. Edition Bavaria, München 2005, ISBN 3-00-016820-6.
- Kur Dieviņi tu paliksi. Wo Gott wirst du bleiben dann. Lettische Volkspoesie. Ausgewählt von Amanda Aizpuriete. Nachgedichtet von Manfred Peter Hein anhand der Übersetzung von Horst Bernhardt. Queich-Verlag, Germersheim 2011, ISBN 978-3-939207-01-6.